# Schloss Raindorf

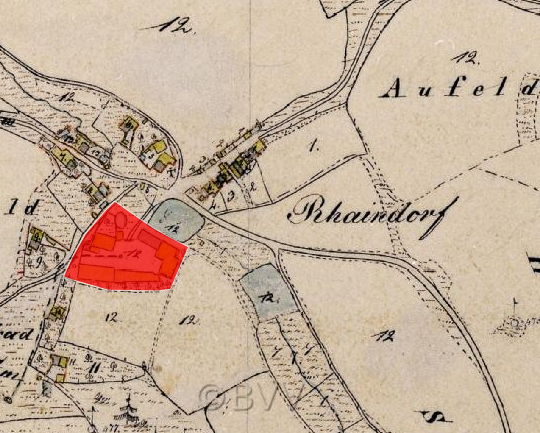
Lageplan von Schloss Raindorf auf dem Urkataster von Bayern

Das abgegangene Schloss Raindorf befand sich in dem gleichnamigen Ortsteil der Oberpfälzer Gemeinde Runding im Landkreis Cham von Bayern. Das Schloss, eine Niederungsburg, stand auf einer kleinen Geländestufe im ebenen Gelände der Chambau nordöstlich am Fuß des Blaubergs. Die Anlage wird als Bodendenkmal unter der Aktennummer D-3-6742-0045 im Bayernatlas als „archäologische Befunde der mittelalterlichen Burg und des frühneuzeitlichen Schlosses von Raindorf“ geführt.

## Geschichte
In der zweiten Hälfte des 12. Jahrhunderts erscheint als erster Raindorfer Vlricus de Raondorf in einer Tradition des Klosters Prüfening. Er dürfte der Ministerialität der Diepoldinger zuzurechnen sein. 1282 ist erstmals ein miles Chunrad de Roeundorf urkundlich erwähnt. Dieser gehörte vermutlich zu den Dienstmannen der Puchberger. Die Familie der Raindorfer blieb bis 1474 im Besitz von Raindorf. Der letzte der Raindorfer auf dem Stammsitz war Jörg Raindorfer, Sohn von Hans dem Jüngeren, der dann 1493 als Bürger von Cham nachweisbar ist. Die Familie der Raindorfer kann bis 1687 mit Johann Josef Raindorf nachgewiesen werden, sind aber in andere Regionen (Cham, Landau, Stuhlweißenburg in Ungarn) ausgewandert.
1474 ist Hans Kolb im Besitz des Landsassengutes. Dessen Mutter war eine Raindorferin und so ist die Übergabe innerhalb der gleichen Familie erfolgt. Allerdings ist in den Landtafeln von 1488 und 1503 noch Hans Raindorfer eingetragen. Nach Hans Kolb folgte bis 1544 Paul Kolb und dann wieder ein Georg Kolb. Aus der Familie der Kolb von Raindorf stammt der Feldmarschall Andreas Kolb, der als Heerführer unter Kurfürst Maximilian I. im Dreißigjährigen Krieg bekannt wurde. Neben ihm sind bis 1599 noch Oswald und Ludwig Kolb auf Raindorf nachweisbar.
1622 geht der Sitz durch Kauf an den Bräu- und Salzgegenschreiber Albrecht Hörl von Furth im Wald über. Zwar setzt Sebastian Kolb auf Arnstein nochmals Ansprüche auf das Familiengut durch, muss aber 1627 Raindorf wieder dem Hörl übergeben. Nach dessen Tod 1636 tritt sein Schwiegersohn Johann Salmansperger, Stadtphysikus zu Cham, sein Erbe an.
Die Zerstörungen im Dreißigjährigen Krieg waren vermutlich der Grund für die häufigen Besitzerwechsel in der zweiten Hälfte des 17. Jahrhunderts. 1659 ist Wolf Friedrich Pallinger als Besitzer beglaubigt. 1659 berichtet der Pfleger an die Regierung, Raindorf sei von Hans Rudolf Pelkofer an Johann Wilhelm Podmotzky übergegangen. Der Pfleger Schrenck von Notzing meldet 1673 zum Landgericht Straubing, dass nun sein Patron und Vetter das Gut durch Heirat an sich gebracht habe. 1675 wird das Gut an die Ehefrau des kaiserlichen Hauptmanns Johann Dillinger von Gemsenfeld übertragen. Dieser verkauft Raindorf 1685 an Johann Christoph von Hautzenberg auf Ränkam. Von diesem erwerben es die Nothafft zu Wernberg auf Runding. Die Nothafft haben das baufällig gewordene Herrschaftsgebäude durch ein Ökonomiegebäude ersetzt und so Schloss Raindorf zu einem Meierhof umgewandelt.
1780 berichten die Nothafft dem Landgericht, das Landsassengut sei dem Gerichtspfleger Johann Dennerle von Runding als Legat zugesprochen worden. Dieser verstarb aber bereits ein Jahr später und so kam Raindorf wieder an die Nothafft. 1821 wird diesen die Errichtung eines Patrimonialgerichts I. Klasse zu Runding gestattet, dem auch das Gut Raindorf angegliedert ist. 1829 kauft der Staat sämtliche hiesige Güter, die hoch verschuldet waren, an und auch die Jurisdiktion fällt an den Staat bzw. das Landgericht.

## Anlage
Über das Aussehen der hoch- und spätmittelalterlichen Wehranlage ist nichts bekannt. Die einzige Ansicht aus der Zeit vor der Zerstörung im Dreißigjährigen Krieg zeigt auf der Landtafel des Philipp Apian von 1568 einen hohen wohnturmartigen Bau mit zwei Eckerkern neben einem weiteren Bau mit Satteldach innerhalb einer Ringmauer. Die Nothafft ließen ab 1687 die ehemalige Burg abtragen und als großen Maierhof wieder aufbauen. Diese Rechteckanlage, die sicher auch Bausubstanz des Vorgängers enthielt, wurde nach 1829 überbaut und sehr stark verändert. Anstelle der Baulichkeiten des Wirtschaftshofes stehen heute drei landwirtschaftliche Anwesen (Heumann, Hirmer und Kolbeck). Spätmittelalterliche und neuzeitliche Mauerreste waren bis zu seinem Abbruch im Austragshaus des Kolbeckhofes erhalten, der zuvor als herrschaftliche Brennerei diente. Weitere ältere Mauerreste sind noch am Stadel des Anwesens erkennbar.
Von der Anlage ist heute nichts mehr zu erkennen.